# Gondos Judit
Gondos Judit (Miskolc, 1966 –) magyar közgazdász, a negyedik Orbán-kormány alatt a Pénzügyminisztérium közigazgatási államtitkára.

## Tanulmányai
- 1984 és 1987 között üzemgazdász/közgazdász, a budapesti Pénzügyi és Számviteli Főiskola vállalatgazdálkodás karán;
- 1998 és 2000 között a BKE Vezető Továbbképző Intézeténél közigazgatási menedzsment/EU szakirány

## Életpályája
A Pénzügyi és Számviteli Főiskola elvégzése után, 1987. októbertől  a Pénzügyminisztériumban dolgozott 1995. januárig. Ezután az OTP Garancia Biztosító volt a munkahelye 1995. februártól 1996. szeptemberéig. A következő munkahelye a Magyar Államkincstár volt, 1996. decemberétől 1997. áprilisig. 1997. májusától 2010. júliusáig  ismét a Pénzügyminisztérium következett.
2010. augusztustól 2013. márciusig az APEH-nél illetve a Nemzeti Adó- és Vámhivatalnál dolgozott. A harmadik Orbán-kormány alatt, 2013 márciusában lett  a Nemzetgazdasági Minisztérium közigazgatási államtitkára.
A  negyedik Orbán-kormány megalakulásától az ismét Pénzügyminisztériumnak nevezett minisztérium közigazgatási államtitkára.